# 劉永祚 (萬曆進士)
劉永祚（？—1467年），號斗垣，陝西省西安府韓城縣（今陝西省蒲城縣）人，明朝政治人物、進士出身。

## 家族
萬曆四十六年（1618年）戊午科陕西鄉試舉人，四十七年（1619年），联登己未科二甲三十六名進士，户部觀政，四十八年授户部四川司主事，天啓二年調兵部武选司主事，六年升職方司员外郎，七年升本司郎中，三月以门户邪党削奪为民。
崇禎元年起户部郎中，二年升任湖廣按察司副使。崇禎四年，改四川右參政，六年升本省按察使，八年補山東。崇禎九年，以右僉都御史兼兵部右侍郎銜，擔任宣府巡撫。
曾祖劉仲氣。祖父劉世恒。父劉作謀，廪生。